# Hrabatka drsná
Hrabatka drsná (Pyxicephalus adspersus) je velká africká žába z čeledi skokanovití.

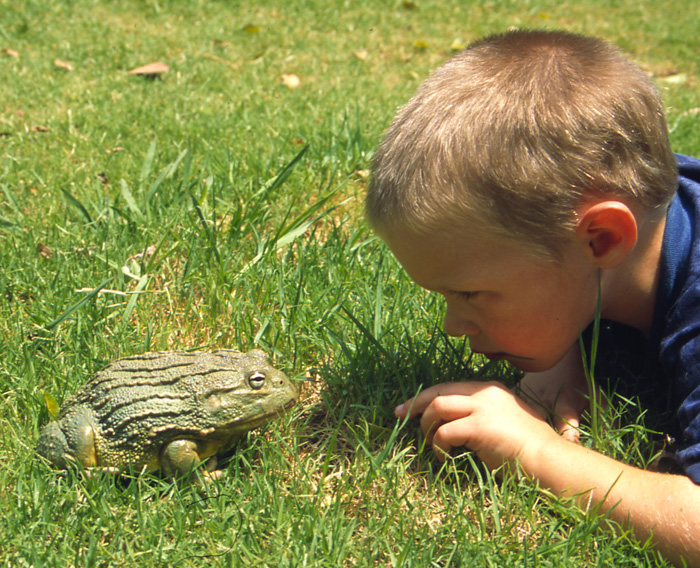
Dva mladí jedinci

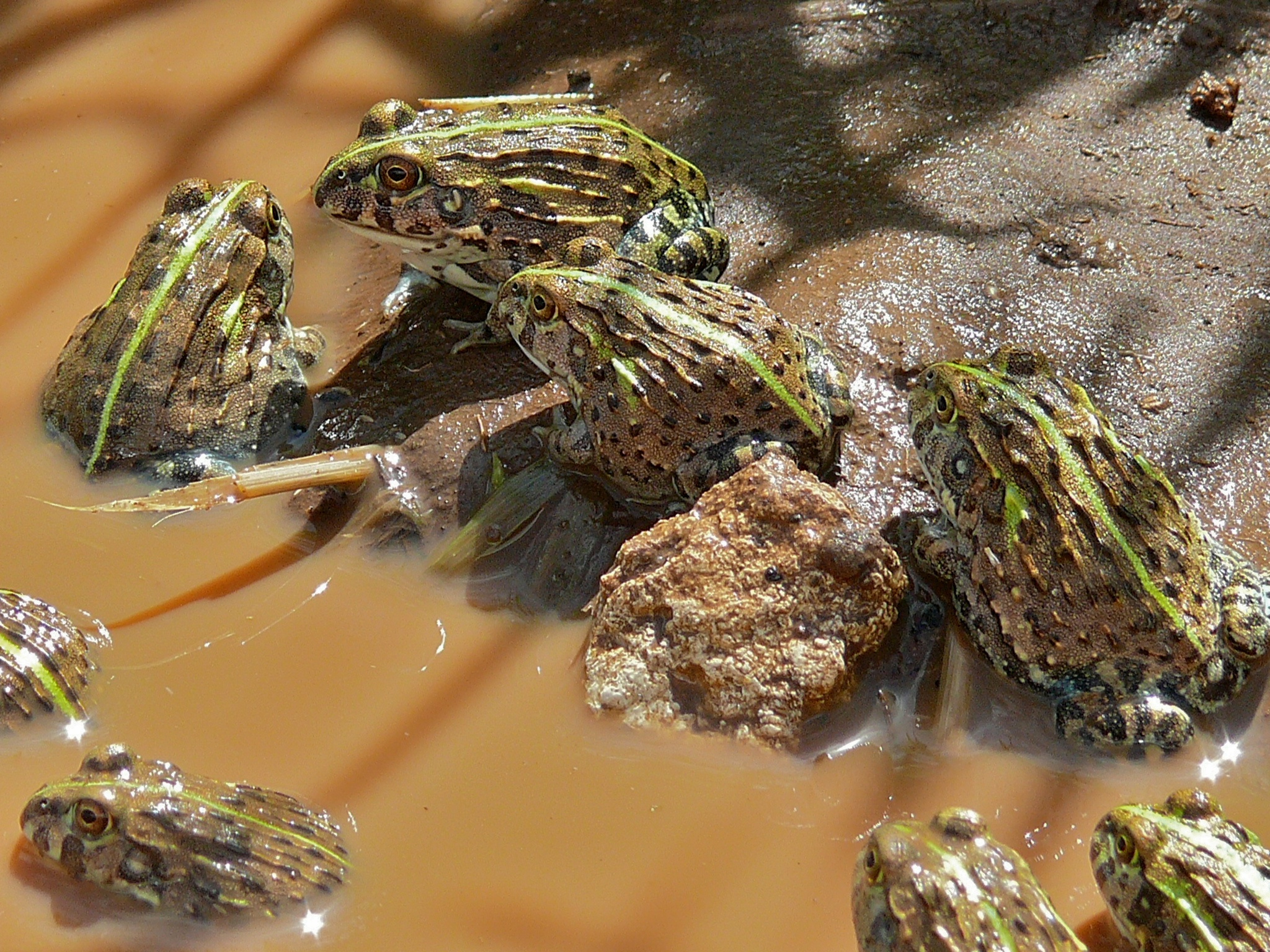
Juvenilní čili mladé žáby (poblíž Pafury, Krugerův národní park, Jižní Afrika)

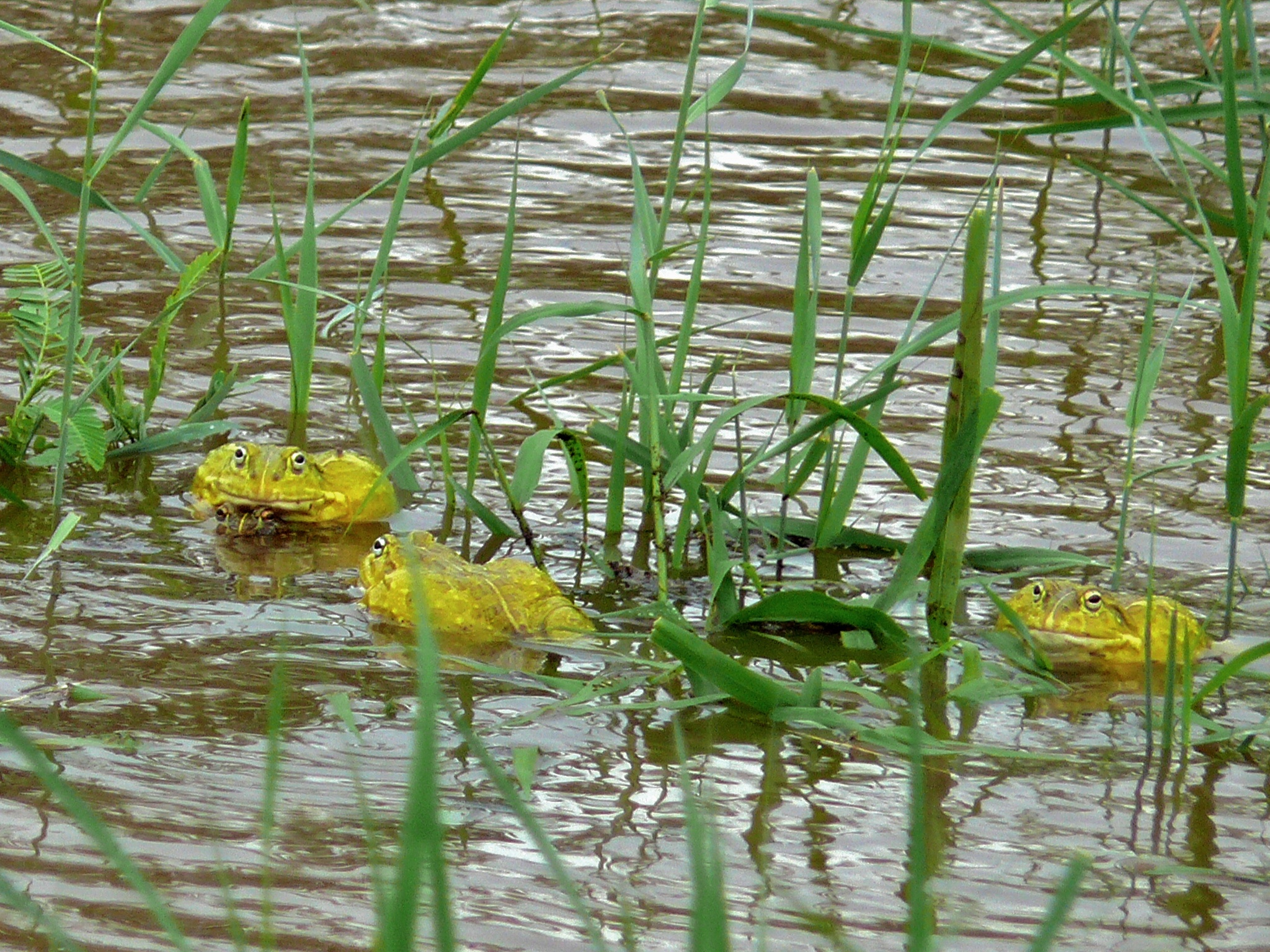
Mladé žáby (Shingwedzi, severní část Krugerova národního parku, Jižní Afrika)

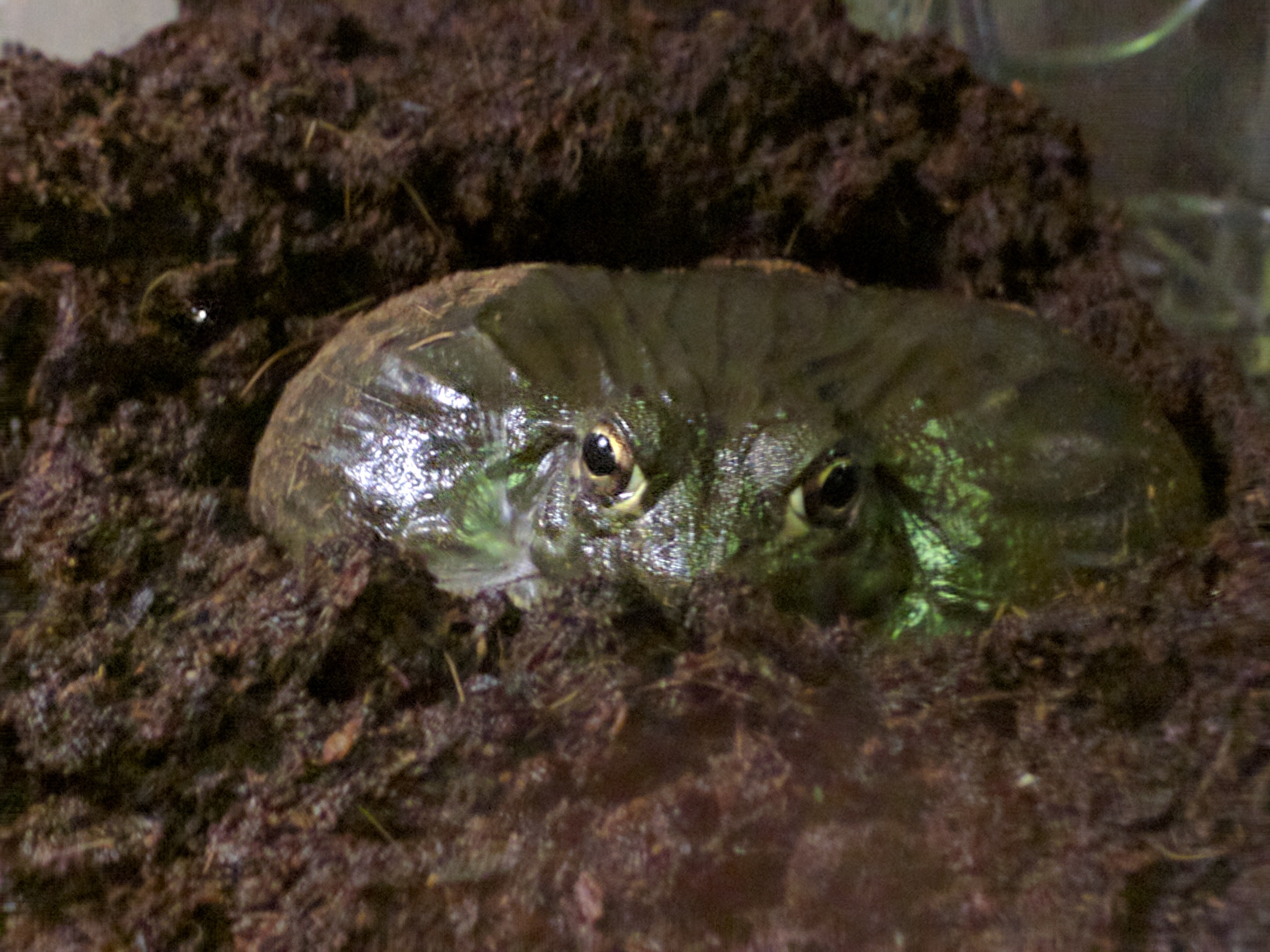
Chovaná hrabatka (American’s Teaching Zoo, Moorpark, Kalifornie, USA)

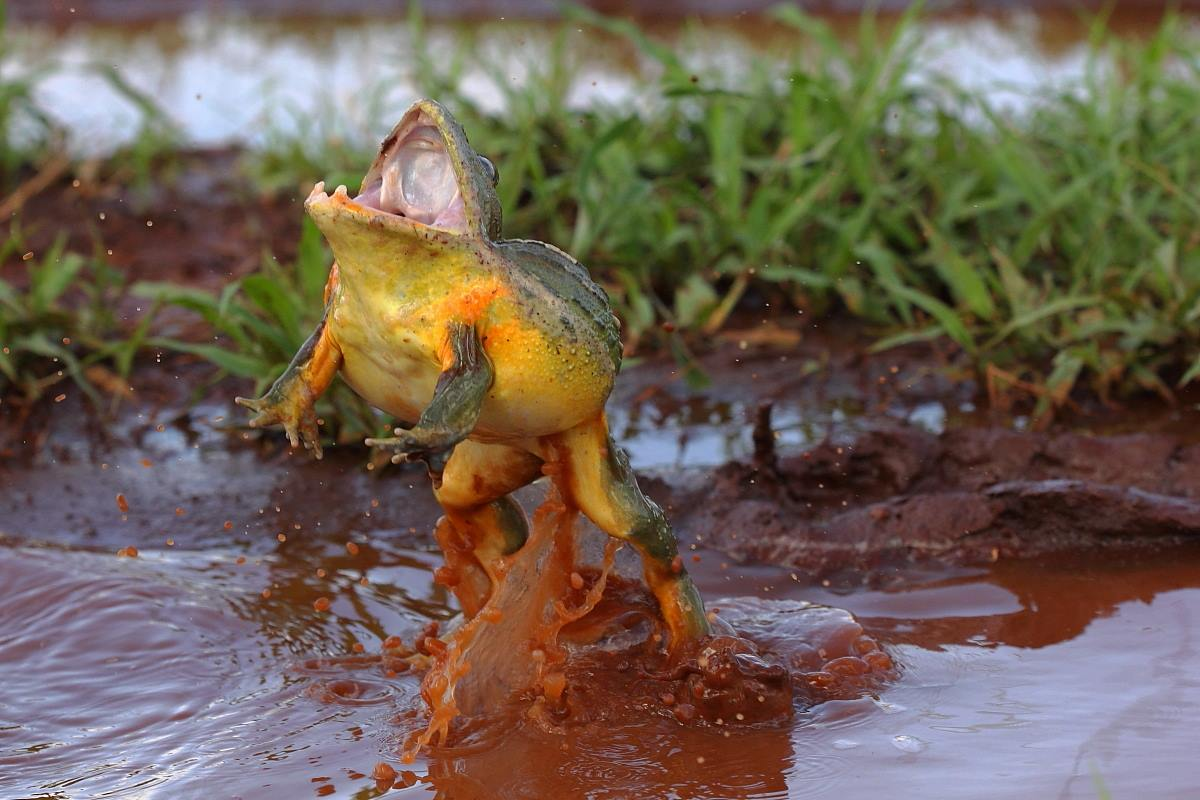
Dobře patrný je pár nepravých zubů (poblíž Nylstroomu, Transvaal, Jižní Afrika)

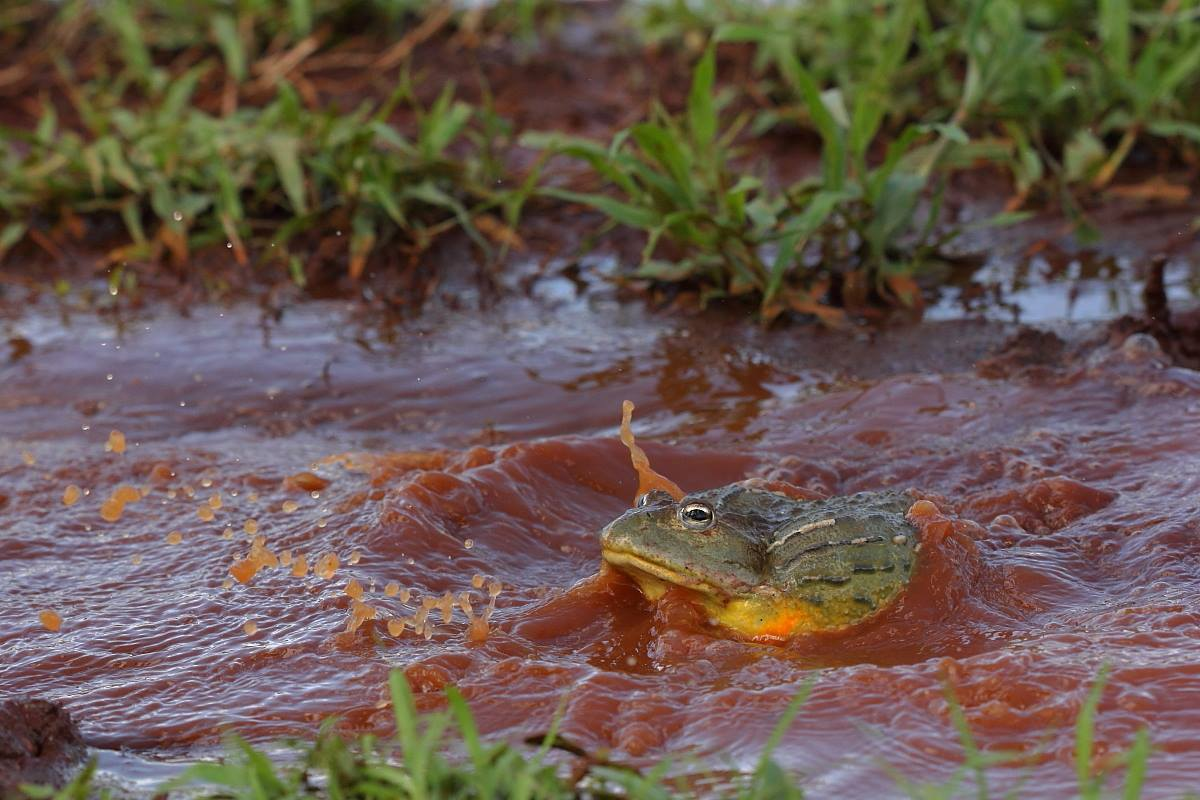
Dopad po útoku (poblíž Nylstroomu, Transvaal, Jižní Afrika)

Národní názvy v minulosti byly hrabatka kropenatá, skokan hrabavý.

## Vědecká synonyma
- Bombinator adspersus Tschudi, 1838
- Pyxicephalus adspersus adspersus Tschudi, 1838
- Tomopterna adspersa Tschudi, 1838
- Rana adspersa Tschudi, 1838
- Rana adspersa adspersa Tschudi, 1838[2]

## Rozšíření
Hrabatka drsná žije ve střední a jižní Africe. Země výskytu: Angola, Botswana, Jihoafrická republika, Keňa, západ Lesotha, Malawi, Mosambik, Namibie, Tanzanie, Zambie, Zimbabwe; nejistý výskyt: Demokratická republika Kongo (Konžská demokratická republika); vyhynulá: Svazijsko.

## Popis
Samec dosahuje velikosti až 25 cm a hmotnosti až 1500 g. Je zhruba dvakrát větší než samice. Tělo hrabatky je zavalité, působí jako neforemné, a proto bývá s podivem, že je řazena do čeledi skokanovitých. Dospělec má velkou hlavu s nápadně širokou tlamou a silné nohy. Sameček má vnitřní nepárový rezonanční měchýřek, při nafouknutí nápadný velikostí a žlutým zbarvením. Na všech končetinách je přítomen vnitřní nártní hrbolek, který napomáhá hrabání. Záda mají olivově zelenou barvu (barva může přecházet od hnědavé po šedou), břicho je žlutobílé. Mladí jedinci jsou jasně zelení a uprostřed zad mají světlý proužek. V dospělosti středový pruh mizí a záda dostávají olivový odstín.

## Biotop
Obývá středoafrické a jihoafrické savany – travnatá území a stojaté sladké vody; suché oblasti s mělkými dočasnými jezírky; mokřadní biotop.

## Způsob života
Teritorium hrabatky má velikost několika desítek metrů čtverečních. Pokud není dostatečné vlhko, zůstává hrabatka zahrabána v zemi a nerozmnožuje se. Může být zahrabána několik měsíců i let. (Nejdelší doba zaznamenaná vědci je osm let.) Začnou-li mořady vysychat, vyhrabe si hlubokou noru, vytvoří si kolem sebe kokon ze slizu a upadne do stavu strnulosti trvajícího po celé období sucha. Tak vydrží i několik měsíců, dokud nepřijdou deště. Po probuzení ze stavu strnolosti vyhledá stojatou vodu, v níž se může rozmnožovat. V období rozmnožování je aktivní ve dne.

### Potrava
Potravou hrabatky drsné jsou bezobratlí, např. hmyz, a drobní obratlovci – obojživelníci, hlodavci a hadi.
V obsahu žaludku juvenilních žab zjistili vědci především hmyz, a to Orthoptera (rovnokřídlí, 20,0 %), Lepidoptera (motýli, 16,0 %), Isoptera (15,5 % [patrně spíš švábi než termiti]), Coleoptera (brouci, 12,0 %), v žaludku dospělých žab také Orthoptera (rovnokřídlí, 20,0 %) a Coleoptera (brouci, 11,8 %), navíc Odonata (vážky, 11,0 %) a Hemiptera (polokřídlí, 10,0 %). Jak žáby rostou, skladba potravy se přirozeně mění od mravenců k pulcům a broukům. Pulci jsou důležitou potravou pro juvenilní žáby (11,0 %, pátá nejčastější potrava) i pro dospělé (13,1 %, druhá nejčastější potrava). Možný je i kanibalismus.

### Rozmnožování
K rozmnožování využívá mokřady vznikající v období dešťů. V období rozmnožování naroste samci v dolní čelisti pár nepravých zubů, jimiž dokáže citelně kousnout. Zuby používá při bojích o teritorium a o samici – před pářením samec o samičku bojuje tak, že vráží do soupeřova břicha a snaží se ho převrátit na záda. Vítěz se může pářit s více samičkami.
Hrabatka má rychlý larvální vývoj, protože mělká voda v mokřadu v letních vedrech vysychá. Ovšem metamorfovaný jedinec roste tři roky či více, resp. po dobu tří aktivních sezón. Teprve pak pohlavně dospívá. Patrně největší somatický růst nastává během druhé aktivní sezóny. Vědci zjistili, že mladý jedinec chovaný v polopřirozených podmínkách dosáhl po devíti měsících (zahrnujících i stav strnolosti) dvojnásobné délky a hmotnosti vyšší o 1326 %.
Po spáření v mokřadu naklade samice do kaluží v mokřadu 2000 až 4000 vajíček, která samec hned oplodní a poté je hlídá. Samička se po nakladení vajec vzdálí. Již po 20 hodinách se z vajíček líhnou pulci, o které samec pečuje. Stará se, aby pulci měli dostatek potravy a byli v bezpečí, přičemž komunikačním prostředkem mezi ním a pulci je patrně potřásání hlavou. Navádí pulce do míst s dostatkem potravy, při vysychání vody vyhrabává zadníma nohama kanál do vodnatějšího místa a útočí na potenciální predátory. (Při obraně potomstva je samec s to pozřít 80cm hada nebo zaútočit na tlamu krávě, která se jde napít, a zabránit tak, aby pulce rozšlapala.) Když pulci vyrostou, vyhrabe jim samec cestu – kanál – do větších vodních nádrží, aby se mohli vyvíjet dále. Nejdelší kanál zaznamenaný vědci měřil 18 m. Celou metamorfózu prodělají pulci během 18 dnů.
O pohlaví všech obojživelníků rozhodují chromozomy, ovšem část druhů má typ ZW a druhá část typ XY. Z genetického hlediska je hrabatka drsná pozoruhodná velkou diferencovaností pohlavních chromozomů ZZ/ZW a mimořádně malou velikostí genomu.
Hrabatka drsná se může dožívat věku 30 let, ve volné přírodě spíše 20 let i více, ale v kontaminovaném prostředí méně. Samice se dožívají nižšího věku než samci.

## Chov v ČR
Od roku 2004 je hrabatka drsná chována v Zoo Praha v pavilonu „Afrika zblízka“. V letech 2008–2014 byla chována v Jihočeské zoologické zahradě Hluboká nad Vltavou. K roku 2025 je v chovu Zoo Dvorec. Dříve ji chovala také Zoologická zahrada Ústí nad Labem.

## Zajímavosti
- Yetman[9] s odvoláním na Cooka[12] uvádí, že druh je výjimečný tím, že hmotnost mohou mít samci (±400 až ±1000 g) až desetkrát vyšší než samcie (±90 až ±300 g).